# イョルク・ミューレ
イョルク・ミューレ（Jörg Mühle, 1973年 - ）は、ドイツ・フランクフルト生まれのデザイナー兼絵本作家。オッフェンバッハとパリにてイラストを学び、2000年より、デザイナーとして本や雑誌のイラストを手掛ける。フランクフルトのLabor Ateliergemeinschaftのメンバーの一人である。その代表作として、一人娘のために彼が描いた、うさぎの「バニーシリーズ」がある。うさぎのバニーといっしょにお風呂にはいったり、寝る支度をしたりする、参加型の絵本シリーズである。

## 主な著作
日本語に翻訳されているイョルク・ミューレ氏の代表的な作品は以下の二つである。
- 「バニーといっしょ！おやすみ」（訳まるやまめぐみ、株式会社キーステージ２１、2017年12月）。ISBN 978-4904933053
- 「バニーといっしょ！おふろ」（訳まるやまめぐみ、株式会社キーステージ２１、2017年2月）。ISBN 978-4904933046